# كينيث أبيل
كينيث أبيل (بالإنجليزية: Kenneth Appel)‏  (و. 1932 – 2013 م) هو رياضياتي، وأستاذ جامعي أمريكي، ولد في بروكلين، كان عضوًا في مجتمع الرياضيات الأمريكي، توفي في دوفر، عن عمر يناهز 81 عاماً، بسبب سرطان المريء.

## التعليم
تعلم في جامعة ميشيغان.

## جوائز
حصل على جوائز منها:
- زميل الجمعية الأمريكية للرياضيات.